# الحملة الصليبية الثانية
الحملة الصليبية الثانية كانت ثاني حملة صليبية رئيسية تنطلق من أوروبا، دُعي إليها عام 1145 كرد فعل على سقوط إمارة الرها في العام الذي سبق. حيث كانت الرها (إديسا) أول مملكة مسيحية تقام خلال الحملة الصليبية الأولى (1096 - 1099) وكانت أول مملكة تسقط كذلك. دعا إلى الحملة الثانية البابا إيجين الثالث، وكانت أول حملة يقودها ملوك أوروبا، وهم لويس السابع ملك فرنسا وكونراد الثالث ملك ألمانيا، وبمساعدة عدد من نبلاء أوروبا البارزين. تحركت جيوش الملكين كل على حدة في أوروبا، وأخرهم بعض الشيء الإمبراطور البيزنطي مانويل كومينوس وبعد عبور الجيوش للمناطق البيزنطية من الأناضول، هُزم كلا الجيشين على يد السلاجقة المسلمين، كل على حدة. ووصل كل من لويس وكونراد وشراذم جيوشهما إلى القدس عام1148 م، وهناك حاولوا السيطرة على دمشق وهناك اتبعوا نصيحة اتضح أنها سيئة بالهجوم على دمشق، حيث فشلوا فشلاً ذريعاً.
كانت الحملة الصليبية الثانية إلى الشرق هزيمة للصليبين ونصراً للدويلات الإسلامية. وأدت نتائجها إلى فتح المسلمين للقدس من جديد وقيام الحملة الصليبية الثالثة في نهاية القرن الثاني عشر الميلادي بعد سلسلة من الأحداث في الشام.

## خلفية
تأسست في الشرق ثلاث ممالك صليبية بعد الحملة الصليبية الأولى وحملة سنة 1101 وهي: مملكة بيت المقدس اللاتينية وإمارة أنطاكية في شمال غرب سوريا وكونتية الرها شمالاً، وتأسست في عام 1109 إمارة رابعة في طرابلس وهي كونتية طرابلس. كانت الرها تقع في أقصى شمال شرق سورية مُقارنةً بالبقية، كما كانت الأقل سكانا والأقل أهمية من الناحية الدينية؛ ولذلك كانت هدفاً للهجمات المتكررة من الدويلات الإسلامية المجاورة من الأرتقيين والدانشمنديون والسلاجقة. وقد أُسِرَ كل من الكونت بلدوين الثاني وكونت الرها المستقبلي جوسلين الأول بعد هزيمتهم في معركة حران عام 1104. كما أُسر بلدوين وجوسلين مرة أخرى عام 1122. وبالرغم من أن الرها تعافت إلى حد ما بعد معركة أعزاز عام 1125، إلا أن جوسلين الأول قُتِلَ في إحدى المعارك عام 1131. أما خليفته جوسلين الثاني فاضطر للتحالف مع الإمبراطورية البيزنطية، ولكن تُوفِيَّ كل من الإمبراطور البيزنطي يوحنا الثاني كومنينوس وملك القدس فولك سنة 1143. كما تخاصم جوسلين مع كونتية طرابلس وإمارة أنطاكية، تاركاً الرها دون حلفاء أقوياء.
في تلك الأثناء، قام عماد الدين زنكي حاكم الموصل بدخول حلب عام 1128. فكانت حلب مفتاحًا للسيطرة على كافة بلاد الشام، وكان التنافس قائما عليها بين حكام الموصل ودمشق. فالتفت كل من زنكي والملك بلدوين الثاني إلى دمشق، وهُزم بلدوين خارج أسوارها المنيعة عام 1129. فتحالف حكام دمشق البوريون لاحقاً مع الملك فولك عندما حاصر زنكي المدينة في 1139 و1140. وقاد التفاوض ما بين زنكي والدمشقيين المؤرخ أسامة بن منقذ.
في أواخر 1144، تحالف جوسلين الثاني مع الأرتقيين وتحرك بكامل جيشه تقريباً من الرها في شمال شرق سوريا ليدعم حاكم سلالة الأرتقيين فخر الدين قره أرسلان ضد حلب، فقام زنكي مستغلاً موت فولك عام 1143 بالإسراع شمالا لحصار الرها، فسقطت بين يديه بعد شهر في 24 كانون الأول/ديسمبر عام 1144. وقد أُرسل مانسيس من هيرجيس وفيليب من ميلي وغيرهم من القدس ليساعدوا المملكة الصليبية، ولكنهم وصلوا متأخرين. واستمر جوسلين الثاني يحكم ما تبقى من دويلته من تل باشر الواقعة جنوب شرق تركيا حالياً. ولكن شيئاً فشيئاً سقط ما تبقى من ملكه أو بيع للبيزنطيين. أما زنكي الذي مُدح في طول البلاد وعرضها كحامي العقيدة والملك المنصور، فلم ينطلق في هجوم على ما بقي من مناطق الرها أو أنطاكية كما كان يخشى الصليبيون. فالأحداث في الموصل أجبرته على العودة. ومرة أخرى وضع دمشق نصب عينيه، ولكنه اغتيل على يد أحد العبيد عام 1146 وخلفه في حكم حلب ابنه نور الدين زنكي. حاول جوسلين استعادة الرها بعد اغتيال زنكي، ولكن نور الدين هزمه في تشرين الثاني/نوفمبر 1146.

## ردود الفعل في الغرب
كان حماس الغرب الأوربي قد فتر بعد استيلاء الصليبيين على بيت المقدس، لذا فهو بحاجة إلى صدمة تنفخ فيه روح الحماس من جديد، فشكل سقوط مملكة الرها التي جاءت بمثابة كارثة حقيقية هي الصدمة المطلوبة. فقد وصل أنباء سقوطها إلى أوروبا على يد الحجاج المسيحيين في 1145 الذين كانوا يحجون إلى الرها كمجمع للكنائس ومكان مقدس، ثم أكد تلك الأنباء مبعوثون من أنطاكية والقدس وأرمينيا. وكان الأسقف هيو من دوقية جبلة في أنطاكية هو الذي أوصل الخبر إلى البابا أيوجينيوس الثالث والذي أصدر مرسوما باباويا في 1 كانون الأول/ديسمبر من ذلك العام يدعو فيه إلى حملة صليبية ثانية. كما أخبر الأسقف هيو البابا عن المملكة المسيحية الشرقية، وكان يأمل بأنه سينجد الدويلات الصليبية في الشرق. لم يكن لأيوجينيوس السلطة على روما، وعاش في منطقة فيتربو، ولكن مع ذلك، كانت الحملة الثانية أكثر تنظيما وأكثر مركزية من الحملة الأولى. كان البابا يوافق على واعظين محددين، وقيدت الجيوش من قبل أقوى ملوك أوروبا. وكان خط مسير الجيوش مخططاً مسبقاً. في البداية تم إغفال هذه التخطيطات. وكان الملك لويس السابع ملك فرنسا يخطط لحملة صليبية جديدة بشكل مستقل عن الباباوية، الأمر الذي أعلنه لمجلسه في عيد الميلاد. ولكن لعل المرسوم لم يكن قد وصل إلى لويس بعد! وفي كل الأحوال فإن رئيس الدير سوجر ونبلاء آخرون لم يكونوا في صف خطط لويس. فاستشار لويس برنارد من كليرفو، والذي بدوره وجهه إلى البابا أيوجينيوس. وهنا أصبح لويس يعرف بشأن المرسوم بلا شك، وأصبح أيوجينيوس داعما متحمسا لحملة لويس. تم إعادة إصدار المرسوم في 1 مارس 1146، وخوّل البابا أيوجينيوس برنارد رئيس دير كليرفو أن يعظ وينشر الخبر في أنحاء فرنسا.

## برنارد رئيس دير كليرفو

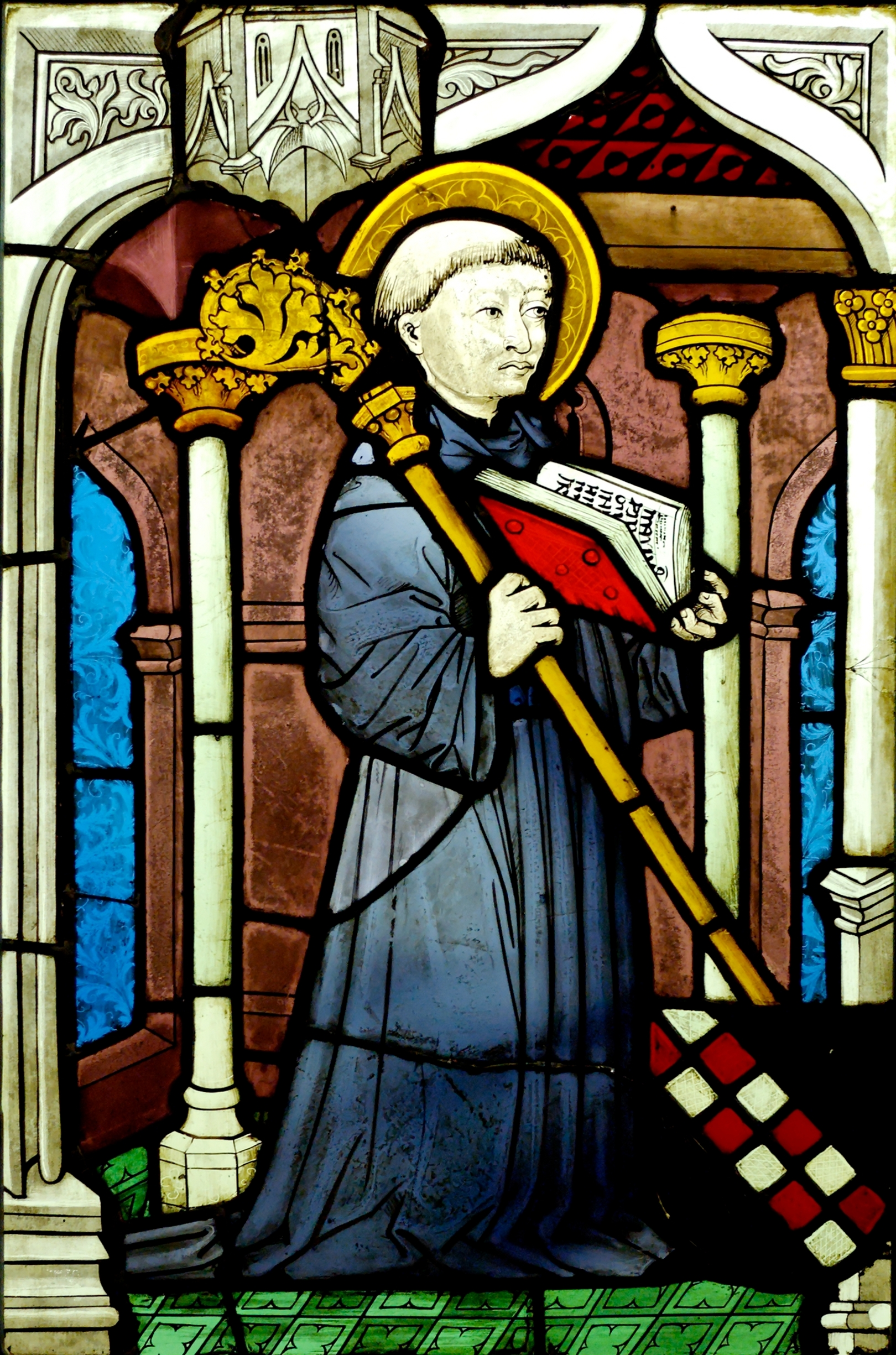
رسم لبرنارد على الزجاج الملون.

كان برنارد من كليرفو رئيس جمعية الرهبان السيسترسيين البورغوني ورئيس دير كليرفو من أكبر ملهمي الحملة الثانية، ومنظمة ا المباشر. وقد عهد إليه البابا إيجين الثالث بالدعوة إلى الحرب المقدسة. وقد منحه نفس صلاحية إعطاء صكوك الغفران التي أعطاها البابا أوربانوس الثاني خلال الحملة الصليبية الأولى. وفي 31 آذار من سنة 1146 وصل برنارد إلى مجلس البارونات المنعقد في فيزليه والذي ضم كبار الدولة الفرنسية
وخطب من على مرتفع أقيم في حقل مفتوح وتلا المرسوم البابوي، وألقى خطاب ناري بضرورة شن حرب مقدسة جديدة. وأخذ يعطي الجموع شارات الصليب وعندما لم تكفِ الشارات قام بتمزيق لباس الرهبان الذي يرتديه وصنع منه شارات. وقد سجد عند أقدامه كل من الملك لويس السابع ملك فرنسا وزوجته إليانور آكيتيان والأمراء والبارونات للحصول على شارات الصليب.
قام برنارد من كليرفو بعد ذلك بزيارة جنوب ألمانيا والمناطق المتاخمة لنهر الراين. ونجح في حث الشعب والفرسان في هذه المناطق، حتى أنه نجح في استمالة اللصوص والمجرمين بالنصح في كسب غفران الخطايا بالمشاركة في الحرب المقدسة. تردد الملك الألماني كونراد الثالث في بداية الأمر من المشاركة في الحملة بسبب انشغاله بالحروب الداخلية، لكنه الملك الألماني أخذ الصليب بعد خطبة حماسية في كاتدرئية شبير في 27 كانون الأول سنة 1146. وقد وصف برنارد بأن نجاحه في جمع الحملة الصليبية هو معجزة المعجزات

## الحملة ضد السلاف
بعد أن تمت الدعوة إلى حملة صليبية، تطوع العديد من الألمان الجنوبيين بالانضمام إلى الحملة المتجهة إلى الشرق. في حين تردد الألمان الشماليون من الساكسون. وأخبروا برنارد بأنهم يرغبون في شن حملة ضد السلاف. وأصدر البابا إيجين الثالث مرسوماً بابوياً بالموافقة على طلب الساكسون، وعرف هذا المرسوم باسم التوزيع الإلهي. وقد أوضح ضمن هذا المرسوم أنه لا فرق في المكافآت الروحية بين الحروب الصليبية. وتطوع بشكل أساسي في الحروب ضد السلاف كل من الساكسون والدنماركيون والبولنديون مع وجود بعض البوهيميين. وقد تمت قيادة الحملة من قبل العائلات الساكسونية.
قام اتحاد القبائل السلافية بحرب استباقية فقاموا بغزو فغاريا في يونيو 1147. مما أدى إلى تأخر الحملة الصليبية ضد السلاف إلى آواخر الصيف، حتى تم طرد السلاف من الأراضي الألمانية. وبدأت الحملة الصليبية باستهداف دوبين وودمين. توجه الدنماركيون والساكسون بقيادة هاينريش الأسد لمحاصرة دوبين، لينسحب هاينريش بعد موافقة قادة المدينة على الخضوع لحكمه. في حين أن حصار دمين فشل، تحولت الحملة باتجاه بومرانيا. وبعد أن وصلوا إلى هناك تفرقت الحملة بعد اجتماعها مع أسقف بومرانيا. ومع هذا لم تحقق الحملة الأهداف المنشودة منها، فبعد أن نجح الساكسون في تحويل قسم كبير من سكان دوبين إلى المسيحية إلا أنه بعد أن تفرقت الجيوش الصليبية عادوا من جديد إلى الوثنية. كان لهذه الحملة أثر كبير على مستقبل القبائل السلافية حيث خسروا قدرة مقاومتهم مستقبلاً.

## حصار لشبونة

حصار لشبونة

أذن البابا في ربيع عام 1147، بتوسيع الحملة الصليبية في شبه الجزيرة الايبيرية. كما أنه منح المساواة للحروب في شبه الجزيرة الإيبرية لألفونسو الأول ملك البرتغال في حملاته ضد المسلمين مع بقية الحملة الصليبية الثانية. أنطلقت أولى الوحدات الصليبية الإنكليزية من دارتموث في مايو 1147. وبسبب سوء الأحوال الجوية أُضطرت سفن هذه الحملة إلى الرسو في شمال مدينة بورتو في 16 يونيو 1147. حيث كان هناك اقتناع عام بأن ينضموا إلى حملة ألفونسو السابع.
اتفق الصليبيون على المساعدة في الهجوم على لشبونة، وعقد اتفاق رسمي مع ألفونسو السابع على أنه يحق لهم نهب سلع المدينة والحصول على فدية السجناء في حال وقوعهم في الأسر. استمر حصار لشبونة من 1 تموز إلى 25 أكتوبر 1147 لمدة أربع أشهر. وفي النهاية وافق حاكم لشبونة على الاستسلام، ويرجع ذلك في المقام الأول إلى الجوع داخل المدينة. استقر معظم الصليبيين في المدينة المسيطر عليها حديثا، ولكن البعض منهم أبحر للوصول إلى بلاد الشام. كما ساعد الذين غادروا مبكراً في السيطرة على شنترين في نفس العام. ولاحقاً ساعدوا على السيطرة على سينترا وألمادا وبالميلا وشطوبر. وسمح لهم بالاستيطان في هذه المدن.
وفي نفس الوقت تقريباً، تم عقد اتفاق بين ألفونسو السابع وكونتية برشلونة على توجيه حملة ضد مدينة ألميريا الغنية ليتشكل جيش ممزوج من الفرنسيين والكتلان وبدعم من جمهورية جنوة وجمهورية بيزا ولتتم السيطرة على هذه المدينة في أكتوبر سنة 1147.
وفي 1148 و1149 سيطروا كذلك على تورتوسا وفراغا ولاريدا.

## انطلاق الألمان

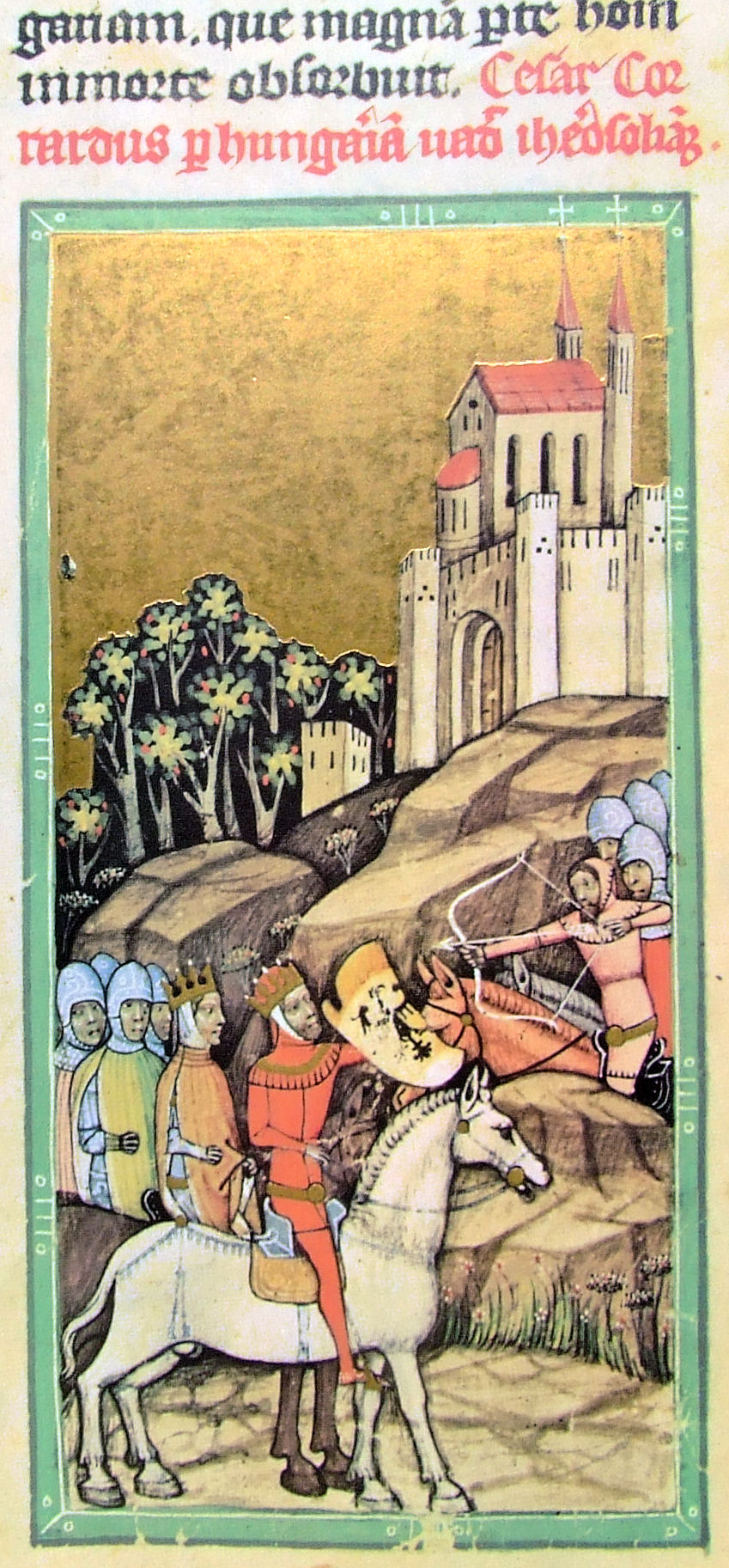
مسير كونراد الثالث وجيشه في هنغاريا.

عرض الملك روجر الثاني على كونراد ولويس السابع نقلهم بحراً بسفنه. إلا أن كونراد رفض ذلك نظراً للعداوة القديمة بين الرجلين، وكذلك رفض لويس السابع نظراً لكون روجر كان عدواً لعم لويس. حسم كونراد الثالث أمره بالمسير البري ونظراً لأن مانويل كومنينوس الإمبراطور البيزنطي كان قد تزوج أخته. انضم المندوب البابوي والكاردينال ثيودوين إلى القوات الألمانية، وتم الاتفاق على مقابلة القوات الفرنسية في القسطنطينية. كما انضم إليهم أوتوكار الثالث دوق شتاير مارك في فينا، وسمح ملك هنغاريا بالمرور من أراضيه دون أن يتعرض لهم. لتبدأ رحلة الألمان في نهاية مايو من سنة 1147.

### المسير إلى القسطنطية
عبرت الجيوش الألمانية هنغاريا دون أية مشاكل تذكر وبلغ تعداد الجيش الألماني حسب بعض المصادر إلى 20 ألف مقاتل  واشارت مصادر أخرى إلى أنها خمسون ألف فارس و100 من المشاة. وقد وصلت بعثة من الإمبراطورية البيزنطية إلى كونراد الثالث في هنغاريا لتأخذ منه المواثيق والقسم على عدم حدوث إساءات إلى الإمبراطورية من قبل الألمان ولدى وصول الجيوش إلى المناطق البيزنطية، ليدخل الألمان أراضي الإمبراطورية في البلقان وتم عبور نهر الدانوب على السفن البيزنطية. وقد قام الجيش الألماني بعمليات النهب أثناء مسيره وخاصة في منطقة تراقيا، مما اضطر الإمبراطوار إلى التدخل عسكرياً  كما قام السكان المحليون بعمليات قتل للجنود المخمورين في الطرقات كانتقام لعمليات النهب. كانت هناك مناوشات مع البيزنطيين منذ مغادرة الجيش الألماني صوفيا وقيامهم بنهب القرى في الطريق. وتم إرسال القوات البيزنطية لضمان عدم حدوث مشاكل. وقد كان هناك بعض المناوشات مع بعض الألمان الغير منضبطين قرب بلوفديف وأدرنة، حيث تعارك القائد البيزنطي بروسوش مع ابن أخ كونراد والذي سيصبح فيما بعد الإمبراطور فريدريك الأول. ومما زاد الطين بلة ان بعض الجنود الألمان قتلوا في فيضان في بداية سبتمبر. وفي 10 سبتمبر، وصل الألمان إلى القسطنطينية، أقام كونراد في بادئ الأمر في قصر فيلوباتيم بالقرب من أسوار القسنطينية، لكن تعرض هذا القصر للنهب أيضاً، لينتقل إلى قصر بيكريديوم، وأرتكب جنوده أعمال عنف ضد السكان المحليين. لتعود المناوشات مع البيزنطيين، وتتأزم العلاقة بين الملك الألماني والإمبراطور البيزنطي، حتى أن كونراد ألمح بأنه سيعود في العام التالي لمحاصرة القسنطينية. وقد لعبت شقيقة كونراد دوراً في تهدئة العلاقات بين الرجلين. وكان مانويل يحث الألمان على سرعة العبور خشية التقاء الجيشين الألماني والفرنسي في القسنطينية والآثار السيئة على المدينة. وبالفعل بدأت المناوشات مع طلائع الفرنسيين الواصلين إلى القسنطينية، ليذعن الألمان إلى طلبه ويبدأوا بالتحرك. وقد طلب مانويل بقاء بعض الجنود الألمان للمساعدة في حرب مانويل مع روجر الثاني الصقلي لكن كونراد رفض ذلك.

### الألمان في أسيا الصغرى

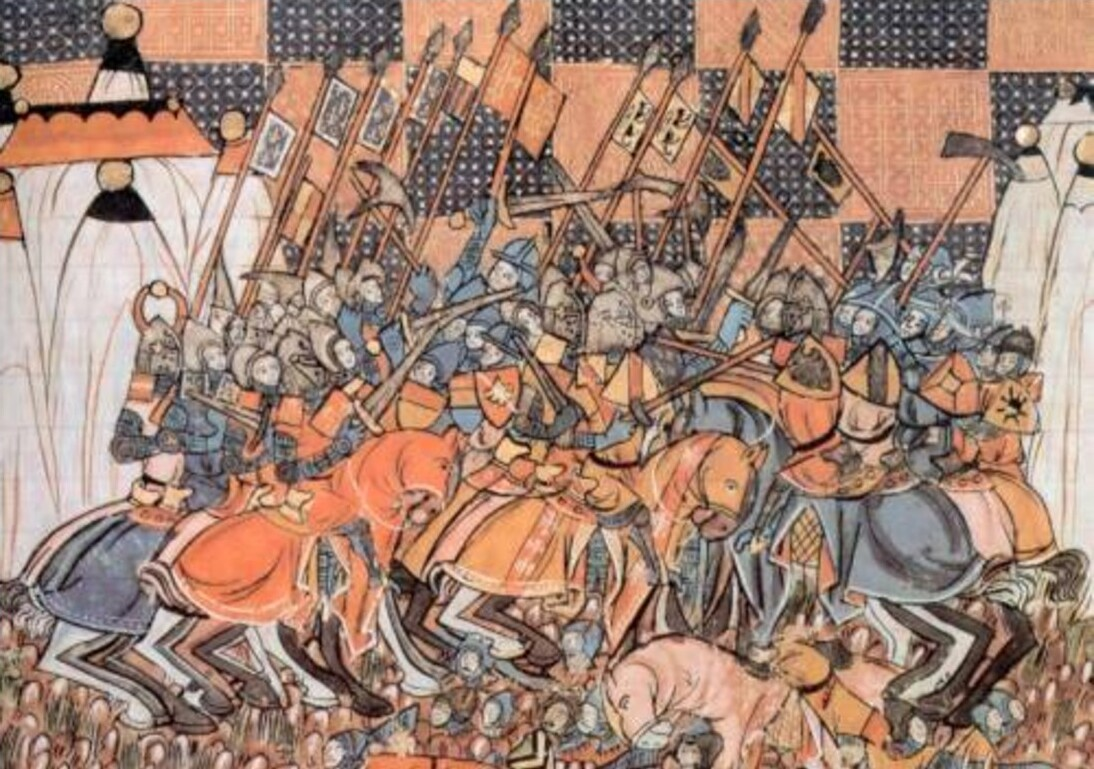
رسم يوضح معركة ضورليم الثانية

تحرك كونراد الثالث باتجاه مدينة خلقدون وطلب من مانويل مرشدين للطريق. وبالفعل أمده مانويل بالمرشدين ونصحه بالتحرك عبر طريق الساحل باتجاه أنطاليا وبذلك يبقون ضمن أراضي الإمبراطورية. لم يعبأ كونراد بذلك وتحرك نحو نيقية* وهناك قام بتقسيم الحملة إلى قسمين، قسم بقيادة أوتو دوق فريسينج يضم معه معظم الحجاج يتحرك إلى أنطاليا عبر نهر ليكوس [الإنجليزية]. والقسم الآخر بقيادة سيخترق البلاد عبر نفس طريق الحملة الصليبية الأولى.
خرج الألمان من نيقية* في 15 أكتوبر وبعد 10 أيام وصلوا إلى مدينة ضورليم بالقرب من نهر باثي وقد اصابهم الإرهاق ونقص المياه. ليفاجئوا بهجمات سريعة ومتكررة من فرسان سلاجقة الروم بقيادة ركن الدين مسعود ليتم سحق الجيش الألماني في 25 أكتوبر 1147 في معركة ضورليم. ليتم إبادة تسعة أعشار جنوده وليولوا الفرار بحلول المساء مع من تبقى من جنوده عائداً إلى نيقية. أما القسم الآخر من الجيش، بقيادة أوتو من فريسينج، فإنه تحرك جنوبا إلى سوريا نحو سواحل المتوسط وتم إبادته بشكل مشابه في أوائل 1148.

## انطلاق الفرنسيين

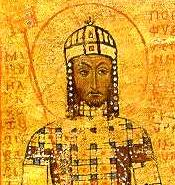
لوحة على الجص للإمبراطور مانويل الأول

انطلق الصليبييون الفرنسيون من ميتز في يوليو بقيادة لويس مصطحباً معه زوجته، وقد تأخر حوالي الشهر عن كونراد. ليصل في شهر أكتوبر 1147إلى القسنطينية ليجد أن أبواب القسنطينية أغلقت في وجه الفرسان الفرنسيين بسبب ما تسببوا به من أحراق مزارع الزيتون بسبب نقص الوقود أو هجمات على المنازل بسبب السكر وقد أثار هذا التصرف غضب بعض القادة الفرنسيين. إضافة إلى تناوش صليبيي اللورين الذين تقدموا القوات الصليبية الفرنسية مع ذيول القوات الألمانية المتأخرة التي التقوها في الطريق. والأنباء عن تحالف الإمبراطوار مانويل مع السلاجقة. وقد عرض الكثير منهم الاتصال بروجر الثاني وانتظار اسطوله مع النورمانديين للاستيلاء على القسطنطينية
إلا أن حسن ضيافة مانويل للويس السابع وحسن إقامته في القصر الإمبراطوري قد جعله يعدل عن رأيه إضافة إلى نصائح أسقف ليزيو 
أشاع الإمبراطور مانويل أن الألمان أحرزوا انتصارات كبيرة في آسيا الصغرى، وبذلك جعل الفرنسيين يسرعون في عبور البوسفور بسبب ما انتابهم من حسد ورغبة في مكاسب عسكرية.

### الفرنسيون في آسيا الصغرى
التقى الفرنسيون بشراذم جموع مسلحة ألمانية بقيادة فريدريك من شوابيا وبقايا جيش كونراد في نيقية، لينضم الألمان لقوات لويس. وتبعوا خط مسير ساحلي على طول ساحل البحر الأبيض المتوسط، وقد تعرض الجنود الألمان لسخرية شديدة من الفرنسيين لما حل بهم من قبل السلاجقة، وما أن وصلت القوات الصليبية إلى مدينة أفسوس حتى مرض كونراد، وأرسل له مانويل الهدايا وعرض عليه أن يعالجه في القسطنطينية، ليتوجه كونراد إلى القسطنطينية. ولما تأخرت عودة كونراد قرر لويس متابعة السير معتبراً نصيحة مانويل بمتابعة السير بمحاذاة البحر. شق الجيش الفرنسي طريقه عبر الجبال والوديان حتى وصلوا إلى بيسيديا ليظهر السلاجقة وتدور معركة على الجسر الواصل إلى القلعة. ونجح الفرنسيون في اختراق الجسر ليلجأ السلاجقة إلى القلعة البيزنطية، وقد اعتبر الفرنسيون هذا التصرف خيانة للعالم المسيحي من قبل البيزنطيين.
تابع الجيش الفرنسي طريقه إلى أضاليا، وعلى طول الطريق كانت جثث الجنود الألمان متناثرة، ليصدر لويس أوامر لحفظ انضباط الجيش، بجعل أشد الجنود في المقدمة والمؤخرة وكان هو نفسه يقود المؤخرة. كما عهد إلى عمه حماية إحدى الممرات الجبلية، لكن عمه آثر الراحة وأهمل ما عهد إليه، لينقض عليهم السلاجقة وينهالوا عليهم بوابل من السهام، ولينقضوا أيضاً على المؤخرة حتى أن الملك لويس تعرض أكثر من مرة للموت في هذه المعركة ولم تتوقف المعركة إلا بعد حلول الظلام وانسحاب السلاجقة. وبحلول الصباح أعاد لويس تنظيم جيشه ليصل أضاليا في 20 يناير 1148. نصح البيزنطيون الفرنسيين بمتابعة الطريق بحراً نظراً لطول المسافة وخطر السلاجقة. ليبحر بعد خمس أسابيع من وصوله إلى أضاليا ليصل إلى ميناء السويدية في 19 مارس 1148.

### الفرنسيون في الشام

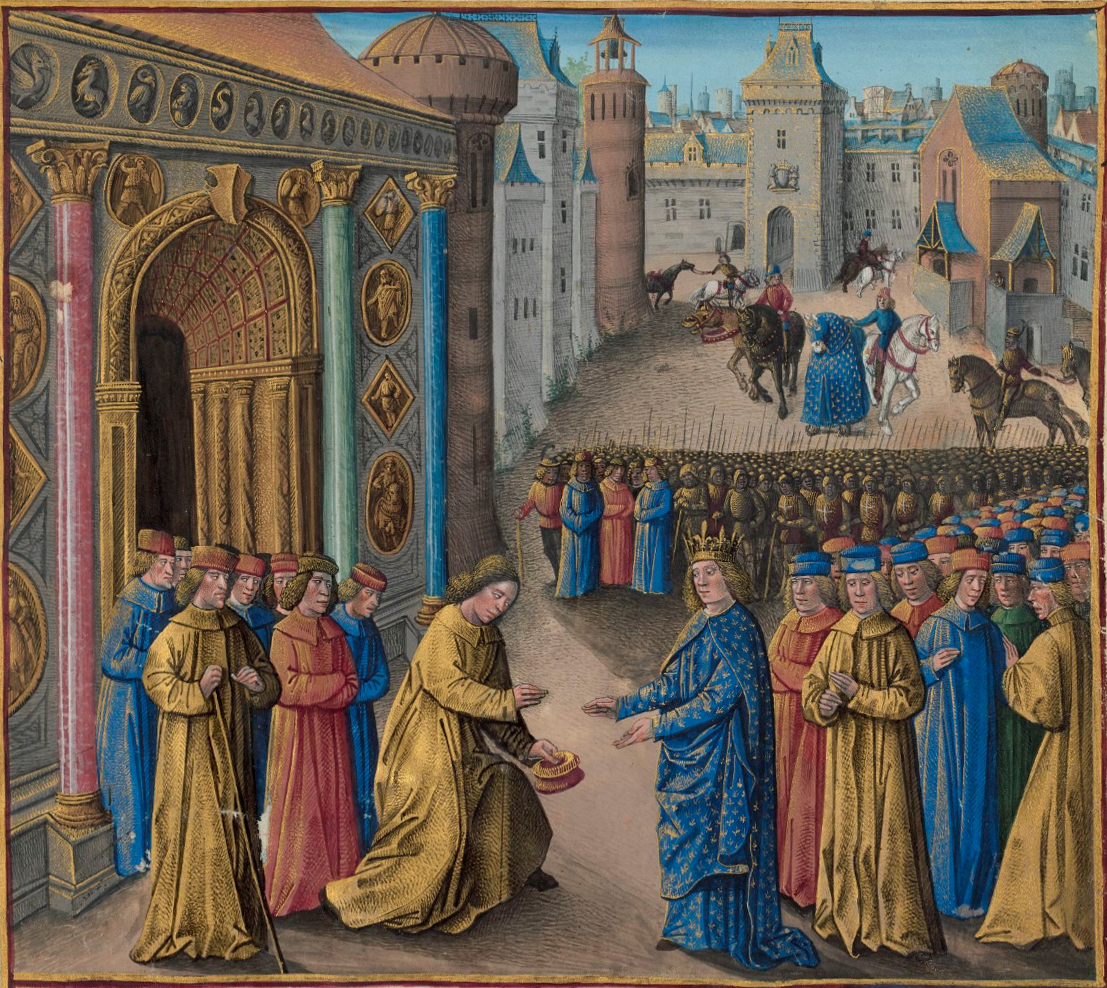
ترحيب ريموند الثاني بالملك الفرنسي.

استقبل ريموند الثاني أمير أنطاكية الملك لويس السابع باحتفالات كبيرة. وكان يأمل تسخير الحملة لصالحه بحكم الروابط العائلية مع لويس. ليحاول توجيه الحملة باتجاه حلب والتي كانت تشكل الخطر الأكبر على إمارة أنطاكية. كما حاول جوسلين الثاني من استمالة الحملة لصالحه بأن يعرض أن سبب هذه الحملة هو سقوط الرها ويجب أن يكون هدفها استعادة الرها. كما حاول ريموند الثاني كونت طرابلس تسخير الحملة لاستعادة قلعة باوين. ليعلن الملك لويس أنه لن يقوم بأي عمل حتى يجتمع بملك مملكة بيت المقدس. خاصة بعد أن وصل كونراد الثالث إلى القدس عن طريق عكا التي وصلها بحراً من القسطنطينية مما أثار الحذر والخشية في قلب لويس من كونراد.

## مجلس عكا
غادر لويس إنطاكية بسرعة متجها نحو مدن المتوسط السورية اللاذقية وطرطوس وعمريت وغيرها ووصل طرابلس. ليتلقى دعوة من أسقف القدس بالحضور إلى بيت المقدس.
رحب نبلاء مملكة بيت المقدس بالقوات العسكرية القادمة من أوروبا. وأعلن أنه سوف يعقد مجلس يضم جميع القيادات لتقرير الوجهة القادمة للحملة. وقد حصل هذا في 24 يونيو من سنة 1148 وقد جرى الاجتماع برعاية الملكة ميليسندا في عكا والتي كانت أهم مدينة في مملكة بيت المقدس. وكان هذا الاجتماع من أكثر الاجتماعات أهمية وإثارة في تاريخ هذه المحكمة. وقد تخلف عن حضور هذا الاجتماع ريموند الثاني أمير أنطاكية الذي غضب لذهاب الملك لويس. وريموند الثاني كونت طرابلس بسبب غضبه من اتهامه بقتل ألفونسو كونت تولوز، وجوسلين الثاني الذي بقي في تل باشر والذي كان غاضباً أيضاً من تصرفات لويس. على الرغم من أن هؤلاء الثلاثة كانوا الأكثر عرضةً لخطر نور الدين زنكي
قرر في نهاية الاجتماع الهجوم على مدينة دمشق. وقد كانت هذ الإمارة على علاقة حلف سابق مع مملكة بيت المقدس إلا أنها تحالفت مع نور الدين زنكي أثناء معركة بصرى سنة 1147.

## حصار دمشق

تحرك الصليبيين حتى حصارهم لدمشق.

تجمعت الجيوش الصليبية في طبريا لتنطلق في منتصف يوليو عابرةً الجليل إلى بانياس لتصل إلى غوطة دمشق ويعسكر فيها في 24 يوليو ليبدأ حصار دمشق.
نظراً لعلاقة التحالف بين معين الدين أنر والصليببيين، فإنه لم يتوقع أن تتوجه الحملة إلى دمشق. وما أن أدرك أن الحملة متجهةً إليه أرسل الرسل إلى حلب لطلب المساعدة من نور الدين وإلى الموصل لسيف الدين غازي. ليرسل كلاهما جيشين ويلتقيان في حمص لاحقاً.
بدأ الصليبيون معسكرهم على بعد 13 كم جنوب دمشق لينطلقوا شمالاً حيث حاول الجيش الدمشقي منعه من إرسال جيش بيت المقدس للقيام بعمليات لتطهير الغوطة. وما أن انتهى اليوم حتى أصبحت الغوطة الجنوبية تحت سيطرة الصليبيين. وفي اليوم الثاني تقدم كونراد إلى الربوة ومنطقة المزة، إلا أن التعزيززات التي طلبها أنر كانت تتدفق عبر بوابات دمشق الشمالية ونجحوا في صد الهجوم، وشن هجومات متتالية. ليقرر الصليبين بعد ذلك ضرب معسكرهم شرق مدينة دمشق. ليتحرك الجيش في يوم 27 يوليو إلى شرق المدينة وكان هذا القرار بمثابة كارثة على الصليبيين، حيث أن هذه المنطقة فقيرة بالمياه إضافة إلى أن أقوى تحصينات دمشق تقع في الجانب الشرقي. وقد تكرر فيما بعد في صفوف الصليبين بأنهم تعرضوا لخيانة من قبل أمراء بيت المقدس لقاء رشوة من معين الدين أنر. بدأت الخلافات تدب في المعسكر الصليبي حول مستقبل دمشق بعد السيطرة عليها. ففي حين رأت مملكة بيت المقدس ان تكون دمشق تابعة للمملكة، رأى ملوك أوروبا أن تكون مستقلة مثل إمارة طرابلس. وفي نفس الوقت كانت جيوش الزنكيين وصلت حمص. ليبدأ معين الدين بمفاوضة الصليبين مخيفاً أياهم بأنه في حال عدم انسحابهم من دمشق فإنه سيسلمها لنور الدين. وأنه سيعطيهم بانياس كتعويض.
عم الجدل في اوساط الصليبيين وصارت الضغوط على لويس السابع وكونراد بالانسحاب واللذان لم يستطيعا إكمال الحملة بدون وجود الصليبيين المحليين، لتهدم معسكرات الصليبيين في 28 يوليو وتبدأ رحلة العودة إلى بيت المقدس، وتتعرض جنودهم لغارات كثيرة بالسهام.

## بقايا الحملة
خطط كونراد للسيطرة على عسقلان وتوجه إليها، إلا أنه لم تصله أي امدادات نتيجة لانعدام الثقة بين الصليبيين بعد فشل محاصرة دمشق. ليغادر كونراد مباشرة بعد فشله في تحقيق أي نصر عسكري ليركب سفينته في 8 سبتمبر. وتلقى دعوة من الإمبراطور مانويل للذهاب إلى القسنطينية. وقد لبى كونراد دعوة مانويل، لتتم علاقة تحالف بين الملكين. في حين بقي لويس في بيت المقدس ولم يغادر فلسطين إلا في صيف سنة 1149. ولم يبقى من أمراء الحملة إلا الكونت برتراند كونت تولوز ابن الكونت ألفونسو الذي توفي في قيسارية وشاع أن ريموند الثاني كونت طرابلس هو من قام بقتله بسبب الخلاف على إمارة طرابلس. أراد برتراند الانتقام لموت أبيه وأعلن انه الوريث الشرعي لإمارة طرابلس، فقام باحتلال حصن عريمة من بين يدي حاكم طرابلس. حاول ريموند التصدي لحملة برتراند لكن جنوده انهزموا، وطلب ريموند المساعدة من أمراء الصليبيين لكنهم رفضوا، فاضطر بالاستنجاد بمجير الدين أنر، وخصوصا أنه لم يساهم في الحملة الثانية. وافق أنر مساعدته وطلب مساعدة نور الدين ليتوجه الجيشين إلى حصار حصن العزيمة ليتم تدمير الحصن بشكل كامل وأسر الكثير، ومن بين الأسرى الكونت برتراند.

## النتائج
لم يكن موقف برنارد في أوروبا مشرفاً وعندما فشلت محاولاته للدعوة لحملة صليبية جديدة، حاول حل الربط بينه وبين الحملة الصلبية الثانية التي فشلت فشلا ذريعا، ولم يعمر طويلا بعدها، فمات عام 1153م.
كان لحصار دمشق الفاشل آثارا مدمرة طويلة الأمد على الصليبيين فما عادت دمشق تثق بالمملكة الصليبية، وأصبحت المدينة عاصمة لنور الدين زنكي عام 1154. مما أدخل مصر في جو الصراع. تمكنت مصر من التقدم باتجاه القدس وتحريرها لفترة وجيزة ثم استرد الصليبين القدس في سنة 1099. أما بلدوين الثالث فإنه سيطر على عسقلان في 1153، 
وكانت العلاقات مع الإمبراطورية البيزنطية متوترة كما أن الدعم المقدم من الغرب كان شحيحا بعد الحملة الصليبية الثانية. وفي عام 1171، أصبح صلاح الدين الأيوبي، ابن أخ أسد الدين شيركوه سلطانا على مصر بعد أن أرسله نور الدين مع أسد الدين شيركو لمحاصرة الصليبيين واحتلال مصر. وفعلا سيطر أسد الدين على دمشق وبعد وفاته أصبح صلاح الدين وزيرا على مصر فأسقط الدولة الفاطمية في مصر وضمها لحكم الزنكيين في دمشق وطوق المالك الصليبية من جميع النواحي. وبعد وفاة نور الدين ذهب حكم دمشق ومصر إلى صلاح الدين وفي عام 1187 نجح في فتح القدس وتوسع شمالا ليبسط سيطرته على معظم الممالك الصليبية، ليتم التمهيد للحملة الصليبية الثالثة بعد سقوط القدس.
على الرغم من الإخفاق الكبير للحملة في الشرق، إلا أنها حققت نجاحات كبيرة في شبه الجزيرة الإيبيرية ومهدت الطريق لسيطرة مملكة قشتالة والبرتغال وأراغون على شبه جزيرة أيبيريا بأكملها وإسقاط آخر مملكة في الأندلس سنة 1492. كما أنها حققت نجاحات في محاربة السلاف ومهدت الطريق لنشر المسيحية بين القبائل السلافية الغربية.